# Feneur
Feneur is een klein dorp in de Belgische provincie Luik en een deelgemeente van de gemeente Dalhem. 
Feneur ligt in het Land van Herve onmiddellijk ten zuidwesten van de dorpskom van Dalhem langs de weg naar Barchon waar er een aansluiting is met de autosnelweg A3/E40. De eigenlijke dorpskern van Feneur ligt ten oosten van de weg. Door het dorp stroomt de Bolland een zijriviertje van de Berwijn. Door de gunstige ligging heeft Feneur zich ontwikkeld van een landbouwdorp tot een woondorp.

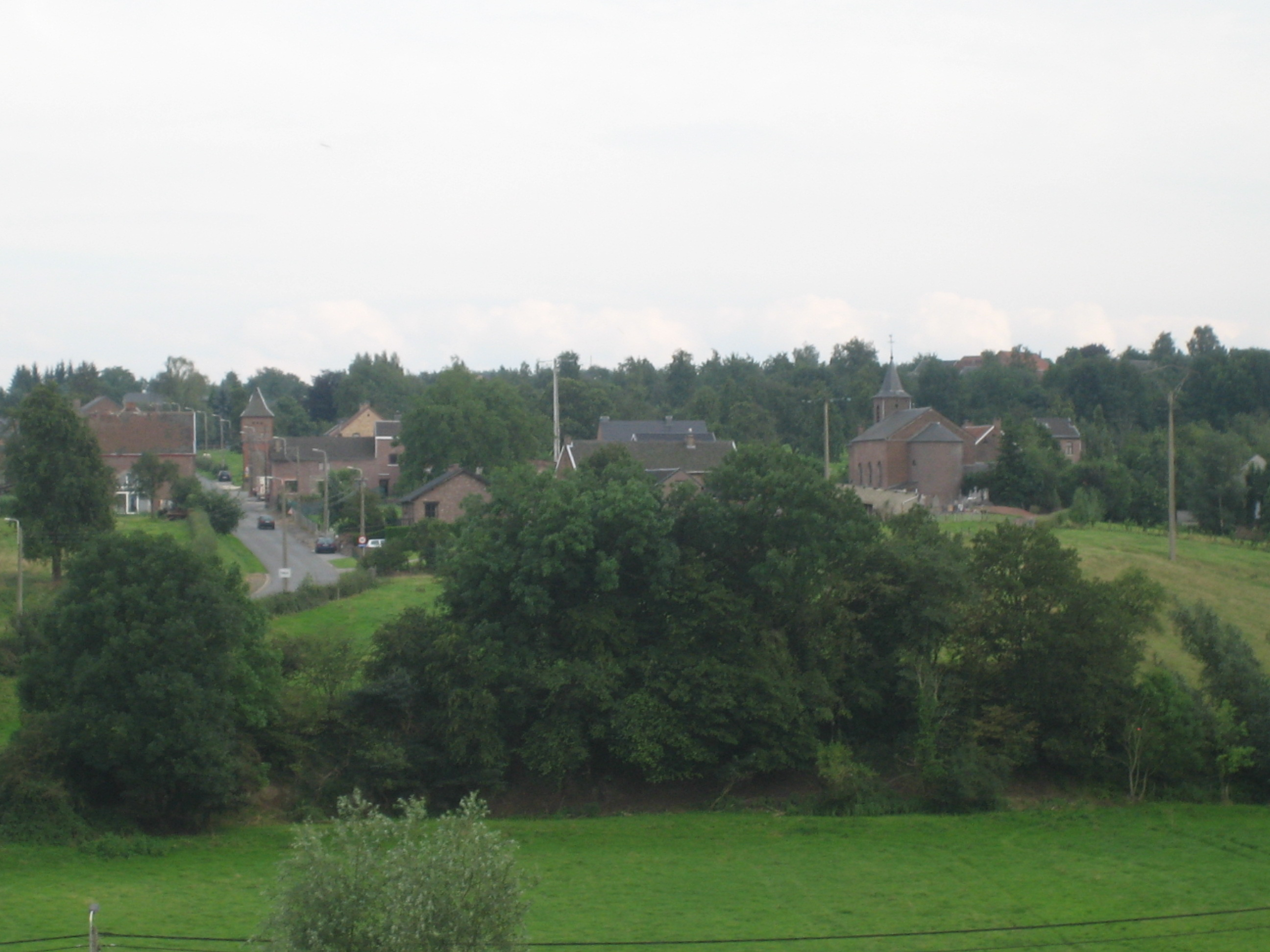
Zicht op het dorp Feneur

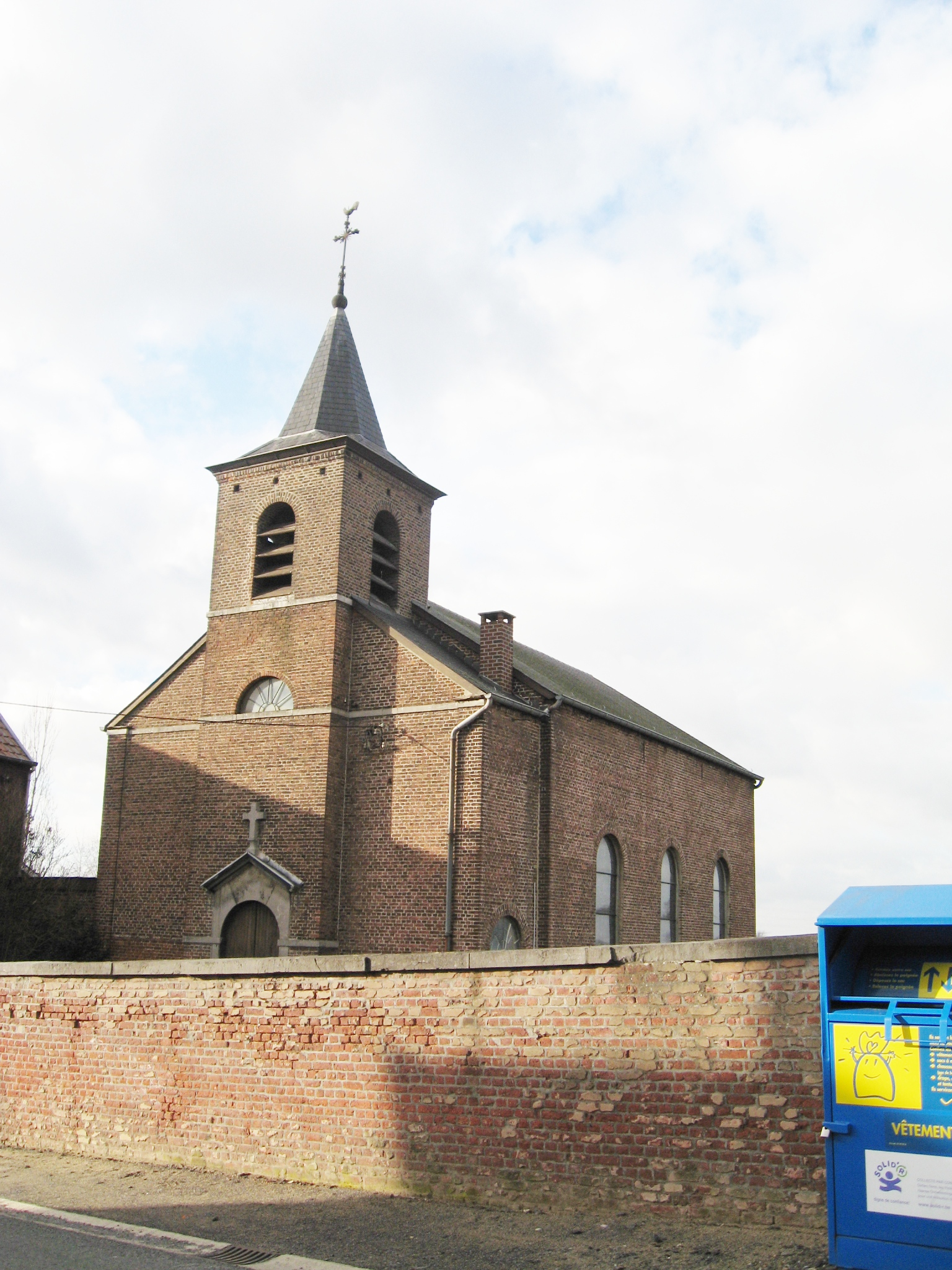
De Sint-Lambertuskerk

## Geschiedenis
Feneur was een kleine heerlijkheid in het graafschap Dalhem, die toebehoorde aan het Sint-Lambertuskapittel te Luik.
In 1661 kwam Feneur aan de Republiek der Nederlanden en in 1785 weer aan de Oostenrijkse Nederlanden.
Het was sinds de Franse tijd een zelfstandige gemeente tot het bij de fusie van 1977 toegevoegd werd aan de gemeente Dalhem.

## Demografische ontwikkeling
- Bronnen:NIS, Opm:1831 tot en met 1970=volkstellingen, 1976= inwoneraantal op 31 december

## Bezienswaardigheden
- De Sint-Lambertuskerk uit 1844 die in 1975 gerestaureerd werd. De glasramen dateren van 1897.
- De Moulin Ruwet langs de Bolland is een watermolen met middenslagrad die dateert van 1638. De molen maalde dagelijks tot in 1990 toen de laatste molenaar overleed. Daarna werd de molen gerestaureerd waarbij het waterrad nieuwe schoepen kreeg. De molen is nog steeds maalvaardig.
- De Moulin Henrard of Moulin Thewissen is eveneens een watermolen langs de Bolland. Hij dateert van voor 1800 en werd in 1954 omgebouwd tot woonhuis.
- De Moulin Ernotte of Moulin Hossay
- Enkele monumentale boerderijen.

## Natuur en landschap
Feneur ligt in het dal van de Bolland in het Land van Herve. De oude kern ligt oostelijk van de beek, maar de meeste huizen staan als lintbebouwing langs de hoofdweg, die ten westen van de beek verloopt.

## Nabijgelegen kernen
Dalhem, Richelle, Saint-Remy, Trembleur
Deelgemeenten: Berneau · Bolbeek · Dalhem · Feneur · Mortroux · Neufchâteau · Saint-André · Weerst

Overige plaatsen: Chenestre · Fêchereux · La Heusière · La Heydt · Mauhin · Les Waides · Wodémont

Belgische gemeenten · arrondissement Luik · provincie Luik · Wallonië